# Evangelisch-Lutherische Kirche Europäisches Russland
Die Evangelisch-Lutherische Kirche Europäisches Russland (ELKER) ist eine Diözese der Evangelisch-Lutherischen Kirche in Russland (ELKR), die zum Verbund der Evangelisch-Lutherischen Kirche in Russland, der Ukraine, in Kasachstan und Mittelasien (ELKRAS) gehört und ihren Sitz in Moskau hat.

## Geschichte
Die Evangelisch-Lutherische Kirche Europäisches Russland besteht seit 1992.
Vor 1941 beherbergte das westliche Russland noch die große Mehrzahl der Lutheraner Russlands.
Nach dem Zweiten Weltkrieg gab es hier kaum noch Russlanddeutsche und lutherische Christen. So wurden 1975 nur vier kleine Gemeinden mit zehn bis zwanzig Mitgliedern im Wolgagebiet genannt. Aber während und nach der Perestroika wurden zahlreiche Gemeinden in Städten neu gegründet, meist aus russlanddeutschen Kulturvereinen und Lobbygruppen heraus. Da die Mehrzahl der Glieder dieser Gemeinden die deutsche Sprache nicht oder kaum beherrscht, entwickelten diese Gemeinden bald auch eine Anziehungskraft für Menschen nichtdeutscher Herkunft.
Im Jahr 1999 wurde die Zahl der Gemeinden der Regionalkirche Europäisches Russland mit etwa 150 beziffert, von denen sich die größten Gemeinden in Sankt Petersburg, Kaliningrad, Wolgograd, Saratow, Uljanowsk, Perm, Orenburg und Ischewsk befinden.

## Struktur

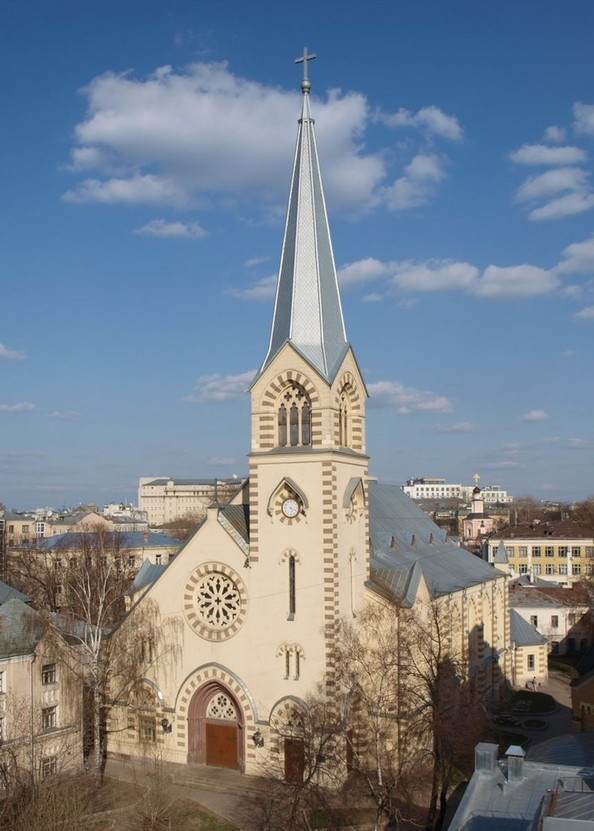
St.-Peter-und-Paul-Kathedrale in Moskau

### Zentrum
Das Kirchliche Zentrum der Evangelisch-Lutherischen Kirche Europäisches Russland befindet sich in der russischen Hauptstadt Moskau 101000, Starosadski 7/10, Haus 8, in der St.-Peter-und-Paul-Kirche.

### Synode
Oberstes verfassungsgebendes und entscheidendes Organ der ELKER ist die regionale Synode. Deren Präsidentin ist Pröpstin Olga Temirbulatowa.
Die ELKER nimmt durch ihre Vertreter auch an der Synode der Mitgliedskirchen der Evangelisch-Lutherischen Kirche in Russland, der Ukraine, in Kasachstan und Mittelasien (ELKRAS) teil.

### Bischof
Die geistliche Leitung der Evangelisch-Lutherischen Kirche Europäisches Russland obliegt dem Bischof. Er gehört auch zum überregionalen Bischofsrat der ELKRAS.
Amtsinhaber:
- 1992–2007: Siegfried Springer
- 2007–2010: Edmund Ratz
- 2010–2022: Dietrich Brauer (nach heftiger Kritik am Überfall Russlands auf die Ukraine floh er nach Deutschland und trat zurück)
- 2022–2023: Andrei Dschamgarow (Andrey Dzhamgarov),[1] nur drei Monate nach seinem Amtsantritt an einem Schlaganfall gestorben[2]
- seit 2023: Sergei Golzwert[3]

### Konsistorium
Im Jahr 2006 hat die Synode die Einrichtung eines Konsistoriums als kirchenleitendes Organ neben Synodalpräsidium und Bischofskanzlei beschlossen. Es setzt sich zusammen aus dem Bischof, seinem Stellvertreter, dem Leiter der Bischofskanzlei, der Synodalpräsidentin, deren Stellvertreter sowie zwei gewählten Vertretern der Pröpstekonferenz.

### Propsteien/Gemeinden
Die Evangelisch-Lutherische Kirche Europäisches Russland zählt 170 Gemeinden und gemeindliche Gruppen. Sie werden von 48 Pastorinnen und Pastoren sowie 50 Predigerinnen und Predigern betreut.

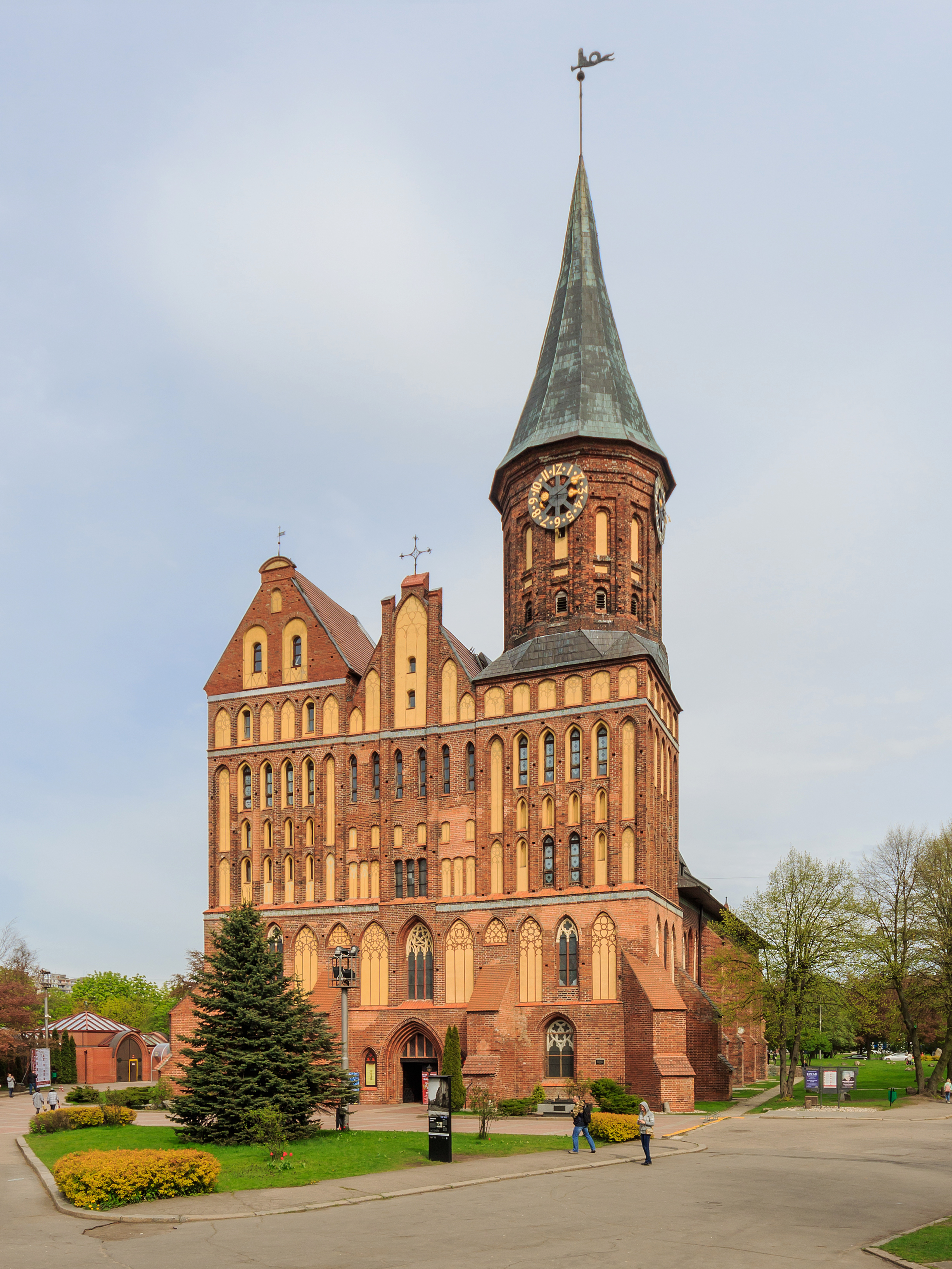
Der Dom in Kaliningrad als Beispiel freundlicher kirchlicher Nachbarschaft: Im einen Turm befindet sich die Kapelle der evangelisch-lutherischen Gemeinde, im anderen die der russisch-orthodoxen Gemeinde.

Die Gemeinden gehören zu insgesamt elf Propsteien, an deren Spitze ein Propst bzw. eine Pröpstin steht:
- Baschkirisch-Orenburg, Sitz: Ufa (Propst Sergei Golzwert), Kirchengebäude: Evangelisch-lutherische Kirche (Ufa)
- Kaliningrad (Königsberg) (Propst Sergei Golzwert)
- Nord-Kaukasus, Sitz: Krasnodar (Propst Sergei Golzwert)
- Nord-West, Sitz: Sankt Petersburg (Leningrad) (Propst Matthias Zierold)
- Orenburg (Pröpstin Inessa Thierbach)
- Perm
- Saratow
- Uljanowsk/Samara, Sitz: Samara (Pröpstin Olga Temirbulatowa)
- Untere Wolga, Sitz: Wolgograd (Stalingrad/Zarizyn) (Propst Oleg Stuhlberg, bis 2006 Dietrich Hallmann)
- Wolga-Kama, Sitz: Kazan
- Zentrale Propstei, Sitz: Moskau (Propst Viktor Weber, stellv. Bischof)

Größte Propstei ist die  Propstei Kaliningrad mit 44 Gemeinden, denen zumeist russlanddeutsche Aussiedler angehören.
Die Pröpste sind durch regelmäßige Pröpstekonferenzen in der weitläufigen ELKER miteinander verbunden.

## Partnerkirchen
- Partnerkirche der ELKER ist die Evangelisch-Lutherische Kirche in Amerika (ELKA)
- das Berliner Missionswerk
- Außerdem bestehen Kontaktbeziehungen:
  - Evangelische Kirche Berlin-Brandenburg-schlesische Oberlausitz zur Region untere Wolga,
  - Evangelisch-Lutherische Kirche in Norddeutschland (Nordkirche) zu den Propsteien Kaliningrad und St. Petersburg
  - Evangelisch-Lutherische Landeskirche Sachsens zur Propstei Orenburg